# Šona
Šona neboli Šonėna je řeka 1. řádu v Litvě, v Žemaitsku v okrese Kelmė, pravý přítok řeky Venta, do které ústí naproti obci Ramučiai, 308,5 km od jejího ústí do Baltského moře. Vytéká z jezera Šona v lese Šonos miškas, 9 km jihovýchodně od obce Šaukėnai. Teče zpočátku směrem západním, u spojky do jezera Vėrežeris se ostře stáčí k severovýchodu, potom k severozápadu, u vsi Galvydiškė protéká rybníkem, po soutoku s Juodupisem se stáčí k jihozápadu, od severu těsně míjí složitou rozlehlou soustavu rybníků - sádek Pavėžupio tvenkiniai. Za nimi se stáčí k severozápadu, protéká jihozápadním okrajem městysu Šaukėnai, do řeky Venta se vlévá naproti obci Ramučiai, vedle mostu silnice č. 215 Šiauliai - Ramučiai. Horní tok protéká hlubokým, různě širokým (80 - 800 m) a členitým říčním údolím. Horní tok a střední protéká skoro výhradně lesem (Šonos miškas, Pašonių miškas, Šaltupio miškas - což jsou části téhož velikého lesního masivu) ve velmi málo obydleném území a spadá do regionálního parku Kurtuvėnų regioninis parkas.

## Přítoky
- Levé:

| Hydrologické pořadí | Řeka  | Délka (km) | Povodí (km²) | Vzdálenost od ústí (km) | Ústí kde | Koordináty ústí                  |
| ------------------- | ----- | ---------- | ------------ | ----------------------- | -------- | -------------------------------- |
| 30010215            | Š - 1 | 2,1        | 1,7          | 3,2                     | Pašoniai | 55°48′16″ s. š., 22°52′48″ v. d. |

- Pravé:

| Hydrologické pořadí | Řeka       | Délka (km) | Povodí (km²) | Vzdálenost od ústí (km) | Ústí kde   | Koordináty ústí                  |
| ------------------- | ---------- | ---------- | ------------ | ----------------------- | ---------- | -------------------------------- |
| 30010211            | Juodupis   | 3,3        | 10,4         | 13,1                    | Galvydiškė | 55°46′55″ s. š., 22°58′2″ v. d.  |
| 30010212            | Vaidvilkis | 2,2        | 1,0          | 4,8                     |            |                                  |
| 30010213            | Juodupis   | 2,2        | 3,6          | 4,4                     | Šaukėnai   | 55°47′40″ s. š., 22°53′6″ v. d.  |
| 30010214            | Raudupis   | 2,3        | 2,2          | 3,9                     | Pašoniai   | 55°47′56″ s. š., 22°53′5″ v. d.  |
| 30010216            | Ilga       | 7,2        | 16,0         | 2,0                     | Šaukėnai   | 55°48′56″ s. š., 22°52′33″ v. d. |